# Ling Long (matematiker)
Ling Long är en kinesisk matematiker vars forskning är inriktad mot analytiska funktioner av modulär form, elliptiska ytor och dessins d'enfants samt allmän talteori. Hon är sedan 2015 professor i matematik vid det delstatliga forskningsuniversitet Louisiana State University i Baton Rouge, USA.

## Biografi
Ling Long föddes på 1970-talet i Kina, osäkert vilket år. Hon blev tidigt intresserad av matematik och kom sedermera att studera matematik, datavetenskap och ingenjörsvetenskap vid det prestigefyllda Tsinghuauniversitetet i Peking, där hon tog examen 1997. Long läste vidare vid Pennsylvania State University i USA, där hennes examensarbete behandlade elliptiska ytor, Modularity of Elliptic Surfaces i ett samarbete med Noriko Yui som var gäststudent från det kanadensiska universitet Queen's University, där hon numera är professor i matematik. Long hade den taiwanesisk-amerikanska professorn Winnie Li som handledare.
Efter postdoktoral forskning i New Jersey vid Institute for Advanced Study påbörjade Long en anställning vid matematiska fakulteten vid Iowa State University 2003.
2008 deltog Long i konferensen the Women in Number Theory (WIN).
Hon var under åren 2009–2014 docent vid Iowa State University.
Long erövrade 2012 utmärkelsen Ruth I. Michler Memorial Prize för 2012 - 2013, en utmärkelse som delas ut varannat år av AWM (Association for Women in Mathematics). Dessförinnan hade hon uppmärksammats av AWM redan 2005 med stipendiet Mentoring Travel Grant för åren 2005-2006.
Med medel från Ruth I. Michler Memorial Prize tillbringade hon terminerna 2012–2013 vid Cornell University. Under sin vistelse där forskade hon inom Galoisrepresentationer, som binder samman kroppteori med gruppteori. Tillsammans med Ravi Ramakrishna publicerade hon artikeln Some supercongruences occurring in truncated hypergeometric series. Därefter började Long arbeta vid Louisiana State University, först som docent och sedan 2015 som professor i matematik.